# Gaetano Spiller
Gaetano Spiller (Mantova, 22 settembre 1871 – Milano, 26 dicembre 1953) è stato un militare e politico italiano.

## Biografia
Allievo del collegio militare di Milano nel 1884, in accademia dal 1888, è sottotenente nel 7º reggimento cavalleria di Milano nel 1890. Promosso tenente in forza al 10º reggimento fanteria, raggiunto dopo la scuola di applicazione di artiglieria e genio, e con tale grado prende parte alla campagna d'Africa nel 10º e 20º battaglione di fanteria pesante. Rientrato in breve tempo in Italia, causa scioglimento di reparto, viene destinato al compito di ufficiale pagatore nel distretto militare di Como e promosso capitano in forza al 23º reggimento di fanteria. Vi rimane fino alla guerra italo-turca, assegnato alla zona operazioni di Tripoli. Viene promosso maggiore, tenente colonnello e colonnello tra il 1915 e il 1916, anno in cui prende parte alla prima guerra mondiale al comando della 7ª brigata di fanteria. Fatto prigioniero durante i combattimenti sul monte Kum torna in Italia solo dopo la cessazione delle ostilità. Promosso brigadiere generale viene nominato comandante delle brigate Savona, Avellino e Siena per essere poi collocato a disposizione per le ispezioni col grado di generale di brigata e comandante delle divisioni territoriali di Cuneo, Milano e Novara col grado di generale di divisione. Il suo ultimo incarico, al massimo grado di generale di corpo d'armata, è il comando del corpo d'armata di Torino, dal quale viene collocato a riposo nel 1931.